# نانسی هارتساک
نانسی سی ام هارتساک (۱۹۴۳–۲۰۱۵) استاد علوم سیاسی و مطالعات زنان (که اکنون مطالعات زنان و جنسیت نامیده می‌شود) در دانشگاه واشینگتن در ۱۹۸۴ بود.

## زندگی شخصی و تحصیلات
هارتساک سال ۱۹۴۳ در اوگدن یوتا در خانواده‌ای متدسیت متعلق به طبقه متوسط پایین به دنیا آمد. او در کالج ولسلی تحصیل و در گروه حقوق مدنی ولسلی فعالیت خود را آغاز کرد. این گروه در راکسبری، بوستن و ماساچوست دوره‌های آموزشی برگزار می‌کرد. او در عین حال با گروه ان ای ای سی پی بوستن (Boston NAACP) نیز همکاری می‌کرد.
هارتساک پس از پایان کالج مدرک کارشناسی ارشد خود را از دانشگاه شیکاگو دریافت کرد. سپس در گروهی با نام سازمان وودلاون که آن را ساول الینسکی (که خود فعال مدنی بود) تأسیس کرده بود، مشغول به فعالیت شد.
زمانی که مارتین لوترکینگ جنبش حقوق مدنی را به شمال آورد هارتساک نیز برای کمک به جنبش پیوست و پس از آن به تشکیل کارگروه دانشجویان فارغ‌التحصیل علوم سیاسی کمک کرد.
هارتساک مدرک دکترای علوم سیاسی خود را سال ۱۹۷۲ از دانشگاه شیکاگو دریافت کرد. وی که نوازنده‌ای حرفه‌ای نیز بود پیش از دفاع از پایان‌نامه خود چنگ نواخت. هارتساک همچنین به سوارکاری، آشپزی، سفر و هنر علاقه‌مند بود.
هارتساک سال ۱۹۸۵ دریافت که به سرطان پستان مبتلاست اما تا ۳۰ سال بعد به زندگی خود ادامه داد. وی در ۱۹ مارس سال ۲۰۱۵ در سیاتل واشینگتن درگذشت.

## زندگی حرفه‌ای
هارتساک فیلسوفی فمینیست بود. او را به خاطر آثارش در معرفت‌شناسی فمینیستی و تئوری نظرگاه به‌خصوص مقاله سال ۱۹۸۳ «نظرگاه فمینیستی» می‌شناسند که در آن نظریات ملانی کلین در روانکاوی و عقده ادیپ را ترکیب کرده بود. تئوری نظرگاه بر پایهٔ این اندیشهٔ مارکسیستی بنا شده که پرولتاریا (طبقه کارگر) دیدگاهی متفاوت از روابط اجتماعی دارد و تنها این دیدگاه مبین واقعیت است. او بین کار صنعتی کارگران و کار خانگی زنان همانندی‌هایی برقرار کرد تا نشان دهد زنان نیز می‌توانند نظرگاهی متفاوت داشته باشند.
وی سپس بازبینی نظرگاه فمینیستی و مقاله‌های دیگر را در سال ۱۹۹۸ منتشر کرد.
هارتساک اولین زنی بود که در دانشگاه میشیگان در دانشکده علوم سیاسی استخدام شد. وی بعد از یک دوره سه ساله، به واشینگتن رفت و در سال ۱۹۷۳ در آی پی اس یک دوره نظریه فمینیستی برگزار کرد. او سپس در نشریه کوئست مشغول به کار شد و شروع به نوشتن کرد و نزدیک به ۱۰ سال آنجا فعالیت کرد.
پس از ترک کوئست هارتساک در جان هاپکینز به تدریس علوم سیاسی مشغول شد و همچنین جهت بازگرداندن مطالعات زنان به دانشگاه کوشید. سال‌ها بعد، به دانشگاه واشینگتن رفت و متوجه شد که مطالعات زنان در جان هاپکینز دیگر دوره‌ای آموزشی شده بود.
او بعدها تمرکز خود را بر اشتغال زنان به خصوص اقتصاد سیاسی جهانی شدن گذاشت. هارتساک در سال ۲۰۰۹ بازنشسته شد.